# Mictochroa indigna
Mictochroa indigna är en fjärilsart som beskrevs av Dyar 1927. Mictochroa indigna ingår i släktet Mictochroa och familjen nattflyn. Inga underarter finns listade i Catalogue of Life.